# Ercheia diffusostrigatula
Ercheia diffusostrigatula là một loài bướm đêm trong họ Noctuidae.